# Gründung der Deutschen Demokratischen Republik

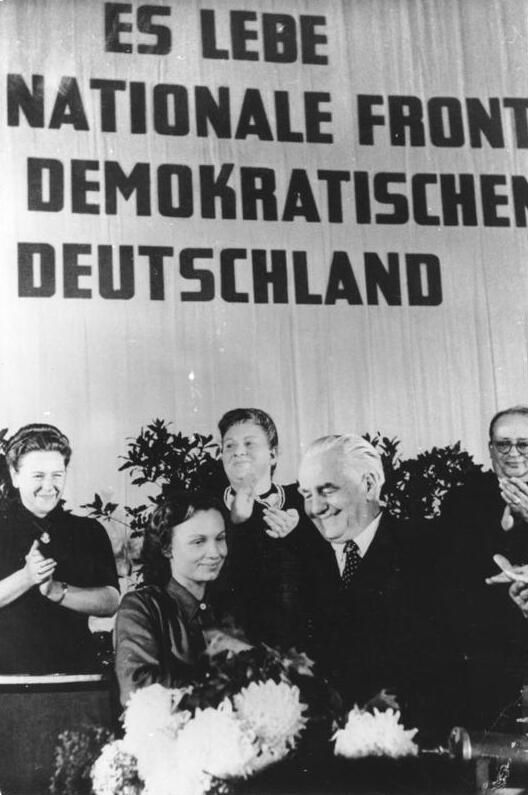
Die jüngste Volkskammerabgeordnete Margot Feist beglückwünscht Wilhelm Pieck zu seiner Wahl zum Präsidenten am 11. Oktober 1949

Die Gründung der Deutschen Demokratischen Republik erfolgte am 7. Oktober 1949 und an den folgenden Tagen. Dabei wurden die Provisorische Volkskammer, die Länderkammer und die Provisorische Regierung der DDR gebildet. Zum ersten Präsidenten wurde Wilhelm Pieck gewählt.

## Vorgeschichte
1945 war die Sowjetische Besatzungszone (SBZ) gemäß dem Abkommen von Jalta gegründet worden. Dort wurden die Länder Mecklenburg, Sachsen, Thüringen, Brandenburg und Sachsen-Anhalt gebildet. Der sowjetische Sektor von Berlin stand unter einem besonderen Status. Die Sowjetische Militäradministration in Deutschland (SMAD) förderte in ihrer Besatzungszone eine politische Entwicklung nach ihrem Vorbild, die maßgebliche Rolle hatte dabei die KPD, ab 1946 die SED. Gleichzeitig hatte der Parteiführer Josef Stalin ein Interesse an einem vereinten neutralen Deutschland, weshalb einige (schein-)demokratische Strukturen wie die Parteien CDU und LDP zugelassen wurden.
1947 wurde der Deutsche Volkskongreß als erste Gesamtvertretung in der SBZ gebildet, allerdings nur mit Delegierten und ohne allgemeine Wahlen. Ihm gehörten Vertreter der verschiedenen Parteien und Massenorganisationen an. 1948 wurde die Spaltung Deutschlands nach der Währungsreform deutlicher. Am 15. und 16. Mai 1949 fanden erste Wahlen zum Dritten Deutschen Volkskongreß in der SBZ statt, Darin konnte aber nur über eine Zustimmung oder Ablehnung zu einer Einheitsliste des Demokratischen Blocks aller Parteien abgestimmt werden. Nach zweimaligem Auszählen kam eine angebliche Zustimmung von etwa 66 Prozent zustande.
Nach dem Verkünden des Grundgesetzes und der Gründung der Bundesrepublik Deutschland am 23. Mai 1949 wurde in der SBZ der Deutsche Volksrat als Vor-Parlament durch den Deutschen Volkskongreß gebildet und die Verfassung der Deutschen Demokratischen Republik verabschiedet. Die Sowjetunion zögerte aber noch, auch einen neuen Staat zu gründen.
Erst nach der Wahl von Konrad Adenauer zum Bundeskanzler der Bundesrepublik Deutschland am 15. September reiste eine SED-Delegation mit Wilhelm Pieck, Otto Grotewohl, Walter Ulbricht und weiteren führenden Funktionären am 16. September zu geheimen Beratungen nach Moskau. Sie legten dort ihre Vorschläge für die Gründung der Deutschen Demokratischen Republik vor. Sie mussten aber zehn Tage warten, bis Josef Stalin sein schriftliches Einverständnis zu dem mit sowjetischen Verantwortlichen ausgehandelten detaillierten Ablauf der Gründung gab, eine persönliche Begegnung mit ihm gab es nicht.
Nach ihrer Rückkehr in Ost-Berlin wurden die Vorbereitungen zur Gründung des neuen Staates getroffen. Die vorgesehenen Wahlen wurden aber auf Mitte 1950 verschoben, was bei den bürgerlichen Parteien CDU und LDP für Unmut sorgte, da sie sich ein gutes Wahlergebnis erhofft hatten.

## Ablauf
7. Oktober
Am Freitag, den 7. Oktober 1949, traf sich der Deutsche Volksrat mittags zu seiner letzten Sitzung im Haus der Deutschen Wirtschaftskommission  in der Leipziger Straße. Er löste sich auf und konstituierte  sich nach einer Beratungspause zur Provisorischen Volkskammer.
Gegen 17 Uhr wurde die Sitzung fortgesetzt. Als erster Redner sprach der SED-Kovorsitzende Wilhelm Pieck. Danach wurde das Gesetz zum Inkraftsetzen der Verfassung der Deutschen Demokratischen Republik verabschiedet. Otto Grotewohl wurde mit der Regierungsbildung beauftragt. Dieser sprach dann als erster in der Aussprache über das Manifest der Nationalen Front des demokratischen Deutschland.
8. Oktober
Am 8. Oktober wurde ein neues Interzonenabkommen (Frankfurter Abkommen) zwischen Vertretern der DDR und der Bundesrepublik Deutschland über den freien Handel zwischen beiden Ländern in Frankfurt am Main unterzeichnet. (Dessen früherer geplanter Abschluss war durch die US-amerikanischen Besatzungsbehörden verschoben worden.) Damit erkannte die Bundesrepublik die DDR als eigenständigen Verhandlungspartner an, auch wenn sie dieses sonst oft verweigerte.
9. Oktober
Am 9. Oktober traf sich der Parteivorstand der SED zu einer Sitzung. Darin wurde auch über das weitere strategische Vorgehen gegenüber den bürgerlichen Parteien CDU und LDP beraten.
Am Nachmittag gab es ein Fußballspiel zwischen einer ungarischen und einer ostdeutschen Auswahl im neuen Stadion Mitte in Berlin vor etwa 30.000 Zuschauern.
10. Oktober
Am 10. Oktober wurde die Länderkammer der DDR gebildet. Ihr gehörten Abgeordnete aus Mecklenburg, Brandenburg, Sachsen-Anhalt, Sachsen und Thüringen an, einige Ost-Berliner Delegierte hatten ein Beobachtungsrecht.
Wilhelm Pieck bat den Dichter Johannes R. Becher, einen Text für die Nationalhymne der DDR zu schreiben.
Gegen 20 Uhr trafen der zukünftige Präsident Wilhelm Pieck, der zukünftige Ministerpräsident Otto Grotewohl, der SED-Generalsekretär Walter Ulbricht und einige zukünftige Regierungsmitglieder beim Leiter der Sowjetischen Militäradministration in Deutschland (SMAD) General Wassili Tschuikow und dessen Stab in dessen Hauptquartier in Berlin-Karlshorst ein. (Dort war am 8. Mai 1945 auch die deutsche Kapitulationsurkunde unterschrieben worden.) Nach einer Begrüßung übertrug General Tschuikow die Verwaltungsfunktionen für das Gebiet der DDR an die zukünftige Regierung. Die SMAD wurde in die Sowjetische Kontrollkommission (SKK) umgewandelt, die offiziell nur noch die Einhaltung des Potsdamer Abkommens überprüfen sollte.
11. Oktober

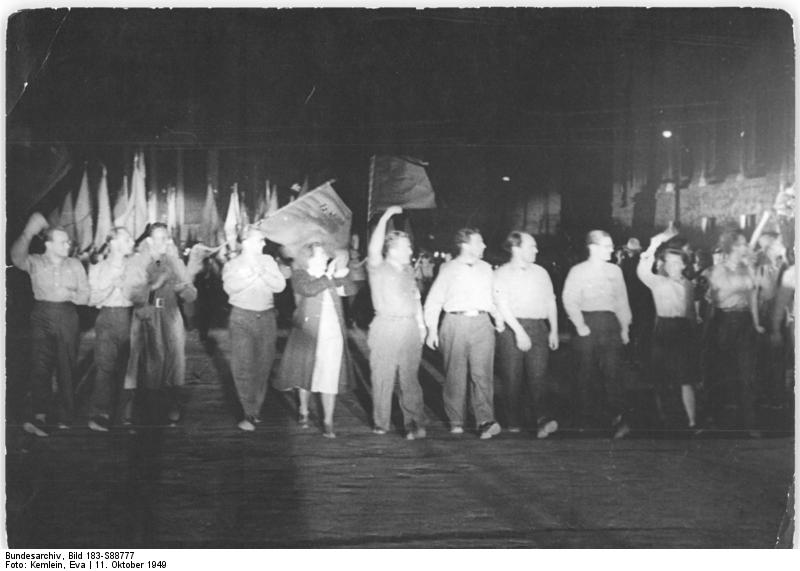
Massenkundgebung in Berlin am 11. Oktober 1949

Am 11. Oktober wurde Wilhelm Pieck zum ersten Präsidenten der DDR durch die Provisorische Volkskammer und die Länderkammer gewählt.
Am Abend gab es einen großen Demonstrationszug mit offiziell 200.000 FDJlern durch die Straße Unter den Linden. Diese waren aus der ganzen DDR mit Zügen und Lkws gebracht worden. Dabei gab es auch einen Fackelzug. Der FDJ-Vorsitzende Erich Honecker sprach den Schwur der Jugend zur Deutschen Demokratischen Republik.
12. Oktober
Am 12. Oktober tagte die Provisorische Volkskammer zum zweiten Mal, wieder in der Leipziger Straße. Ministerpräsident Otto Grotewohl stellte seine Regierung vor, ihr gehörten Mitglieder der SED, und der Blockparteien CDU, LDP, NDPD und DBD an. Diese wurde von der Provisorischen Volkskammer bestätigt. Otto Grotewohl gab seine Regierungserklärung ab. Die Verwaltungsfunktionen der Deutschen Wirtschaftskommission gingen an die Provisorische Regierung über.
Am Abend wurde die Regierung durch Präsident Wilhelm Pieck in dessen Amtssitz in Berlin-Niederschönhausen vereidigt. Damit war die Gründung der DDR formal abgeschlossen.
In den Ost-Berliner Schulen wurden an diesem Tag Feiern anlässlich der Regierungsbildung abgehalten. Anschließend war schulfrei.

## Weitere Ereignisse

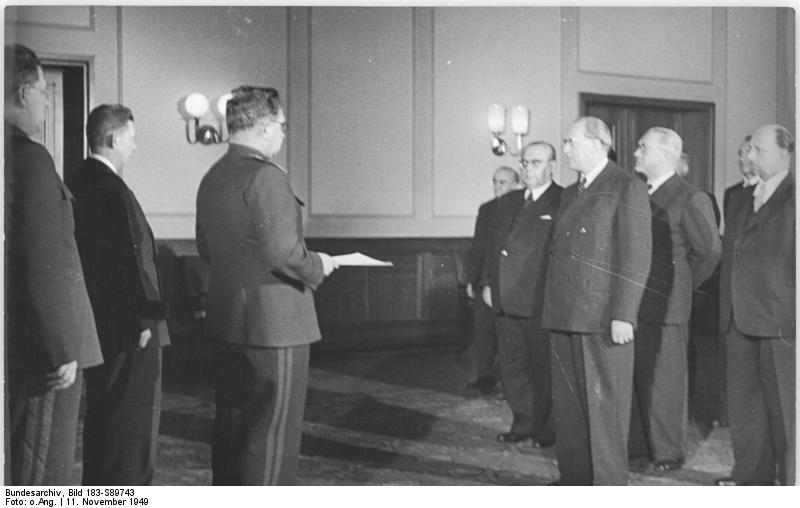
Die Provisorische Regierung bei General Tschuikow in Berlin-Karlshorst am 11. November 1949

In den nächsten Wochen wurden die Strukturen des neuen Staates weiter aufgebaut.
Am 15. Oktober nahm die UdSSR diplomatische Beziehungen zur DDR auf, am 17. Oktober Bulgarien, am 18. Oktober Polen und die ČSR, am 19. Oktober Ungarn und am 22. Oktober Rumänien.
Am 5. November entschied das Zentralkomitee der SED das Lied Auferstanden aus Ruinen von Johannes R. Becher und Hanns Eisler zur Nationalhymne der DDR, am gleichen Tag wurde dies offiziell vom Ministerrat beschlossen. Am 7. November erklang sie erstmals öffentlich bei einem Staatsakt zum Jahrestag der Oktoberrevolution.
Am 11. November tagte die Provisorische Volkskammer wieder. Die Mitglieder der Regierung erschienen außerdem bei einem Empfang der Sowjetischen Kontrollkommission bei General Wassili Tschuikow in Berlin-Karlshorst. Dort wurde ihnen über den Abschluss der Umwandlungen in der sowjetischen Militärverwaltung berichtet.
Am 5. Dezember wurden das Oberste Gericht und die Generalstaatsanwaltschaft der DDR gebildet.

## Bewertung
Die neue Provisorische Regierung der DDR übernahm die Verwaltungs- und Machtbefugnisse der Sowjetischen Militäradministration in Deutschland (SMAD) und der Deutschen Wirtschaftskommission (DWK). Sie war aber nicht durch Wahlen legitimiert, wie die westdeutsche Bundesregierung nach den Bundestagswahlen im August 1949. Dies machte sie angreifbar, aber freie Wahlen hätte sie zu diesem Zeitpunkt nicht gewonnen.
Der Machterhalt aus ideologischen Gründen blieb eine wichtige Grundlage ihrer Herrschaft, auch nach den erfolgreichen Scheinwahlen von 1950.

„Wenn wir eine Regierung gründen, geben wir sie niemals wieder auf, weder durch Wahlen noch andere Methoden. [Walter Ulbricht ergänzte:] Das haben einige noch nicht verstanden.“